# Grundy (Virginia)
Grundy es una localidad del condado de Buchanan, Virginia, Estados Unidos. Según el censo de 2000 tenía una población de 1.105 habitantes y una densidad de población de 84.7 hab/km². Es la sede administrativa del Condado de Buchanan. 

## Demografía
Según el censo de 2000, había 1.105 personas, 405 hogares y 249 familias residiendo en la localidad. La densidad de población era de 84,7 hab./km². Había 519 viviendas con una densidad media de 39,8 viviendas/km². El 79,19% de los habitantes eran blancos, el 17,92% afroamericanos, el 0,45% asiáticos, el 0,09% isleños del Pacífico, el 1,81% de otras razas y el 0,54% pertenecía a dos o más razas. El 2,81% de la población eran hispanos o latinos de cualquier raza.
Según el censo, de los 405 hogares en el 22,2% había menores de 18 años, el 51,9% pertenecía a parejas casadas, el 7,7% tenía a una mujer como cabeza de familia y el 38,3% no eran familias. El 36,3% de los hogares estaba compuesto por un único individuo y el 17,5% pertenecía a alguien mayor de 65 años viviendo solo. El tamaño promedio de los hogares era de 2,28 personas y el de las familias de 2,72.
La población estaba distribuida en un 32,2% de habitantes menores de 18 años, un 7,1% entre 18 y 24 años, un 21,4% de 25 a 44, un 22,6% de 45 a 64 y un 16,7% de 65 años o mayores. La media de edad era 37 años. Por cada 100 mujeres había 89,9 hombres. Por cada 100 mujeres de 18 años o más, había 92,5 hombres.
Los ingresos medios por hogar en la localidad eran de 37.411 dólares ($) y los ingresos medios por familia eran 47.143 $. Los hombres tenían unos ingresos medios de 40.236 $ frente a los 24.821 $ para las mujeres. La renta per cápita para la ciudad era de 19.531 $. El 17,3% de la población y el 10,5% de las familias estaban por debajo del umbral de pobreza. El 12,8% de los menores de 18 años y el 14,0% de los habitantes de 65 años o más vivían por debajo del umbral de pobreza.

## Geografía
Según la Oficina del Censo de los Estados Unidos, la localidad tiene un área total de 13,1 km², todos ellos correspondientes a tierra firme.